# Apache Continuum
Apache Continuum – serwer ciągłej integracji (continuous integration), stworzony przez Apache Software Foundation. Służy on do samoczynnego budowania projektu zgodnie z określonym harmonogramem. Continuum wykorzystuje Apache Maven jako narzędzie automatyzujące budowę projektu.